# António Henrique Balté
António Henrique Balté, igualmente conhecido como Dr. António Henrique Balté (Tavira, 7 de Dezembro de 1906 - Lisboa, 28 de Novembro de 1992) foi um médico e poeta português.

## Biografia

### Via pessoal
Nasceu na localidade de Tavira, em 7 de Dezembro de 1906, sendo filho de Maria das Dores Balté e António da Cruz Balté.
Faleceu na cidade de Lisboa, no dia 28 de Novembro de 1992.

### Formação e carreira profissional
Estudou em Lisboa, tendo frequentado o Liceu Passos Manuel.
Formou-se, com uma elevada classificação, na Faculdade de Medicina de Lisboa em 1931; a partir deste ano e até 1933, realizou o internato dos hospitais civis, tendo trabalhado principalmente com o médico e cirurgião João Pais de Vasconcelos. Especializou-se em Cirurgia ginecológica.
Exerceu como Médico Municipal em Lagos entre 1943 e 1948, tendo-se ausentado, durante este período, por dois anos, para frequentar o Chicago Tumour Institute, nos Estados Unidos da América. Em 1948, passou a exercer clínica em Faro; a partir desse ano e até 1969, desempenhou a posição de director clínico no Hospital Distrital. Também exerceu, nesta cidade, como cirurgião e ginecologista no Hospital da Misericórdia, e, posteriormente, no Hospital Distrital. Desde 1953, também ocupou a posição de Cirurgião-Chefe dos Serviços de Cirurgia do Hospital de Vila Real de Santo António. Exerceu, igualmente, a posição de médico das Caixas de Previdência, tendo cumprido, durante alguns anos, as funções de director distrital e de inspector nesta instituição. Também colaborou, como médico, em várias revistas, e fez comunicações em diversos congressos. Representou, por três vezes, os Serviços Médico-Sociais Portugueses no Conselho da Europa em Estrasburgo, e participou num programa da NATO, no qual viajou a vários centros médicos nos Estados Unidos da América e ao Canadá para estudar os sistemas utilizados. Também fez vários estágios no estrangeiro.
Publicou as obras O Carcinoma Bronquico Primitivo, sobre o Cancro primitivo nos pulmões, A Case of Myomectomy in a Pregnant Uterus Endinwith the Birth of Fraternal, baseado numa comunicação apresentada num congresso da Sociedade Internacional de Cirurgia, em Genebra, em Maio de 1958, e Breves Notas de História de Obstetrícia, baseada numa conferência realizada aquando da festa comemorativa do aniversário da fundação do Refúgio Aboim Ascensão, em Faro, em 30 de Janeiro de 1955.

### Carreira artística
Enquanto poeta, colaborou de forma frequente em diversas publicações do Algarve, especialmente na revista Costa d' Oiro, e no semanário Correio do Sul. Foi por diversas vezes premiado em torneios públicos, tendo obtido por exemplo o 1.º Prémio do Soneto nos Jogos Florais de Férias da Zona Sul, em 1950.

## Homenagens
Em 23 de Junho de 1993, a Câmara Municipal de Lagos coloxcou o seu nome a uma praceta na Freguesia de Santa Maria, no Concelho de Lagos.